# Sibusiso Vilane
Pas d'image ? Cliquez ici
Sept sommets
Sibusiso Vilane  est un coureur de marathon d'Afrique du Sud, alpiniste et chef d’expédition. Membre l'association scoute, reconnue par l'Organisation mondiale du mouvement scout (OMMS) en Afrique du Sud, il a obtenu les badges d'aventurier, puis de chef des éclaireurs, comme le fut le président Nelson Mandela. Conférencier, il a écrit le livre To the Top from Nowhere.

## Jeunesse
Son père sud-africain et sa mère swazie s'établissent au Swaziland alors que Vilane est âgé de 11 ans, et il est scolarisé l'école Mater Dolorosa. Après avoir été ouvrier, il entreprend une carrière de garde forestier dans le parc national de Malolotja en 1993. En 1996, il fait la rencontre de John Doble, avec qui il se lie d'amitié. Ce dernier recherche les sponsors nécessaires au financement de l’expédition du mont Everest que veut entreprendre Vilane.

## Carrière d'alpiniste
Vilane fait ses débuts d'alpiniste en 1996 en escaladant les sommets du Drakensberg. En 1999, il a fait l'ascension du mont Kilimanjaro, située dans le Nord-Est de la Tanzanie. Puis en 2002 dans le cadre d'une future expédition du mont Everest, il entreprend l'escalade de quelques-uns des hauts sommets de 6 000 mètres de l'Himalaya. Il atteint avec succès les sommets du Pokalde, du Lobuche et celui de Island Peak.
Le 26 mai 2003, Vilane retourne dans l’Himalaya pour être le premier africain noir à gravir par la face sud l'Everest d'altitude. Le président de la République Thabo Mbeki le félicite pour l'ensemble de ses exploits, en lui adressant ce message : « en cela, il a montré les hauts sommets que nous pouvons tous atteindre dans la vie si nous mettons l'épaule à la roue et travaillons sans heurts. Sibusiso, vous nous avez rendu fiers ! ».
En 2005, Vilane atteint de nouveau le sommet de l’Everest par la face nord, avec Sir Ranulph Fiennes et Alex Harris. Cet exploit a fait qu'il fut le premier Africain noir à gravir par deux fois le plus haut sommet du monde en suivant deux voies différentes.
Trois œuvres de bienfaisance pour enfants ont bénéficié de son ascension: le programme de recherche « De la naissance à vingt ans » de l'université du Witwatersrand à la Fondation pour l'Afrique, et SOS Villages d'enfants du Swaziland.
Après avoir bouclé les Sept sommets, Vilane et son compatriote alpin, Alex Harris ont entrepris un trekking sans assistance pour atteindre le pôle Sud le 17 janvier 2008. Vilane et Harris ont ainsi été les premiers Sud-Africains à marcher jusqu'au pôle Sud.

## Chronologie des sept sommets
1. Kilimanjaro (Afrique) 1999
2. Everest (Asie) 2003 - Sud et 2005 - Nord
3. Aconcagua (Amérique du Sud) 2006
4. Elbrouz (Europe) 2006
5. Puncak Jaya (Océanie) 2006
6. Massif Vinson (Antarctique) 2006
7. Mont McKinley (Amérique du Nord) 2008

## Expédition au pôle Nord
Vilane arrive au pôle Nord géographique le 12 avril 2012. Il s’agit du dernier obstacle pour devenir le premier Noir à compléter le Challenge des trois pôles. Cette expédition a été baptisée The Goliath Challenge et sponsorisée par Virgin Money Insurance. En terminant le Challenge des Trois Pôles et les Sept Sommets, Vilane est également le premier Africain à avoir accompli le Grand Chelem des Explorateurs.

## Humanisme et mécénat
Dans les conférences qu'il anime, le message qu'il fait passer est simple : « Chacun a son propre Everest à gravir ».
Ambassadeur africain de Lifeline Energy (anciennement la Free Play Fondation) depuis 2006, il dédie les 1 113 kilomètres parcourus au pôle Sud aux enfants d'Afrique du Sud. En mai 2008, Lifeline Energy a distribué 300 radios aux enfants de Nkomazi, une municipalité d'Afrique du Sud, située dans le district d'Ehlanzeni dans la province du Mpumalanga.
En 2013, il est l'un des ambassadeurs du programme Mandela Bangle, qui bénéficia de la campagne Mandela Day School Library. Il fonde, en outre, le club de course à pied Born to Win. Il anime également l'émission de radio My Climb, Your Climb sur 1485 Radio Today, dans laquelle il interviewe des réalisateurs noirs à propos des défis auxquels ils ont été confrontés et qu'ils ont surmontés au cours leur carrière.
Il est le mécène du directoire Endangered Wildlife Trust, une organisation environnementale pour la conservation des espèces en danger et les écosystèmes en Afrique australe .

## Prix
- En 2006, le président de la République Thabo Mbeki lui décerne l'Ordre de l'Ikhamanga échelon "Bronze" pour ses exploits en alpinisme.
- En 2011, il est présenté à la reine d'Angleterre au cours d'une réception au palais de Buckingham, organisée à l'endroit de personnes hautement impliquées dans l'alpinisme, l'aventure et l'exploration.
- En 2012, il est admis à part entière au Alpine Club britannique.